# ويليام موريس (سياسي)
ويليام موريس هو سياسي كندي، ولد في 31 أكتوبر 1786، وتوفي في 29 يونيو 1858.